# Trần Đại Quang (kiểm sát viên)
Trần Đại Quang (sinh năm 1958) là một kiểm sát viên cao cấp người Việt Nam. Ông từng giữ chức vụ Viện trưởng Viện kiểm sát nhân dân tỉnh Thừa Thiên Huế (2012–2018).

## Tiểu sử
Trần Đại Quang sinh năm 1958.
Trần Đại Quang là Đảng viên Đảng Cộng sản Việt Nam.
Ngày 1 tháng 9 năm 2012, Trần Đại Quang, Phó Viện trưởng Viện kiểm sát nhân dân tỉnh Thừa Thiên Huế, được Viện trưởng Viện kiểm sát nhân dân tối cao Việt Nam Nguyễn Hòa Bình bổ nhiệm giữ chức vụ Viện trưởng Viện kiểm sát nhân dân tỉnh Thừa Thiên Huế theo Quyết định số 108/QĐ-VKSTC-V9 ngày 27/8/2012.
Ngày 23 tháng 10 năm 2015, tại Đại hội đại biểu Đảng bộ tỉnh Thừa Thiên Huế khóa 15, Trần Đại Quang, Viện trưởng Viện kiểm sát nhân dân tỉnh Thừa Thiên Huế, được bầu vào Ban Chấp hành Đảng bộ tỉnh Thừa Thiên – Huế khóa 15 nhiệm kì 2015 –2020.
Ngày 3 tháng 4 năm 2016, Trần Đại Quang được bổ nhiệm chức danh kiểm sát viên cao cấp.
Tháng 9 năm 2018, Trần Đại Quang nghỉ hưu theo chế độ nhà nước Việt Nam, thay thế ông là Nguyễn Thanh Hải, Phó Viện trưởng VKSND tỉnh Thừa Thiên Huế, sinh năm 1972.